# Pietro Donato
Pietro Donato (Messina, 1921 – Fiume Don, 19 dicembre 1942) è stato un militare italiano, decorato con la medaglia d'oro al valor militare alla memoria nel corso della seconda guerra mondiale.

## Biografia
Nacque a Messina nel 1921,  figlio di Lorenzo e Santa Bonanno. Conseguito il diploma di perito industriale a Messina nel 1940, venne arruolato nel Regio Esercito ed iniziò a frequentare la Scuola allievi ufficiali di complemento del Genio a Pavia dove nell'aprile del 1941 fu nominato sottotenente. Assegnato alla 69ª Compagnia artieri del 12º Reggimento genio in zona di guerra venne trattenuto in servizio attivo e rientrò alla sede del reggimento nell’ottobre successivo. Comandato a prestare servizio presso il magazzino genio della Sicilia, ottenne di essere destinato ad un reparto operativo e nel giugno 1942, trasferito al Comando Genio del XXXV Corpo d'armata, parti per l'Unione Sovietica. Comandato a prestare servizio presso la 19ª officina per materiali di collegamento, passò, in settembre, alla 123ª Compagnia telegrafisti dell'VIII Battaglione collegamenti. Cadde in combattimento sul fiume Don il 12 dicembre 1942, e fu decorato con la medaglia d'oro al valor militare alla memoria.

### Fonti
1. ↑  Gruppo Medaglie d'Oro al Valore Militare 1965, p. 138.
2. 1 2 3 4 5 6  Combattenti Liberazione.
3. ↑   Medaglia d'oro al valor militare Donato, Pietro, su quirinale.it, Quirinale. URL consultato l'11 febbraio 2023.
4. ↑  Registrato alla Corte dei conti lì 12 gennaio 1949,  Esercito registro n. 1, foglio 330.